# حديقة أوزه الوطنية

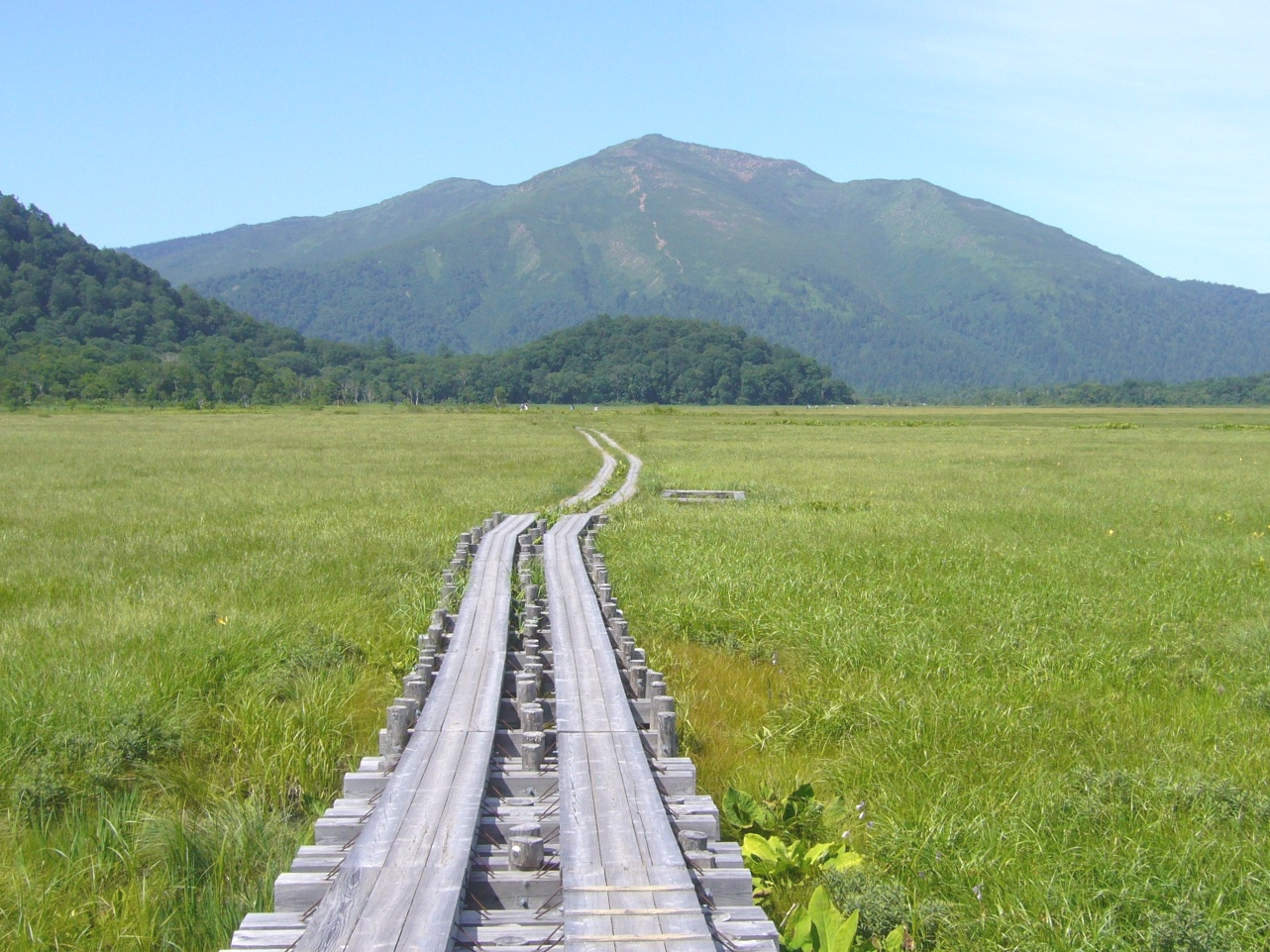
طريق في سهل أوزه

حديقة أوزه الوطنية (باليابانية: 尾瀬国立公園 أوزه كوكوريتسو كوين) هي حديقة وطنية مفتوحة تقع في محافظات فوكوشيما، توتشيغي، غونما، محافظة نييغاتا في اليابان. تبلغ مساحة 372 كيلو متر مربع.
افتتحت حديقة أوزه في 30 أغسطس 2007 بعد انفصالها كحديقة مستقلة عن حديقة نيكو الوطنية.
تضم الحديقة قمم جبلية وبحيرات بالإضافة إلى المناطق السهلية العشبية.